# Bart Schenkeveld
Bartholomew (Bart) Schenkeveld (Den Hoorn, 28 augustus 1991) is een Nederlands voetballer. Hij is van nature een centrale verdediger, maar kan ook als rechtsback uit de voeten.

## Carrière
Schenkeveld voetbalde vanaf de F-pupillen bij Feyenoord. Hij doorliep alle jeugdploegen en kwam tevens uit voor diverse nationale jeugdploegen. Door blessures en schorsingen maakte hij op 29 november 2009 op 18-jarige leeftijd zijn debuut voor het eerste van Feyenoord, tegen ADO. Na lang blessureleed maakte hij zijn rentree bij de beloften en speelde hij de tweede helft van het seizoen 2011-2012 op huurbasis voor stadgenoot Excelsior. Aan het begin van seizoen 2012/2013 kreeg hij te horen dat hij ondanks een doorlopend contract mocht uitkijken naar een andere club.
Schenkeveld tekende op 17 augustus 2012 een tweejarig contract bij Heracles Almelo. Hierbij zat een optie om met één jaar te verlengen. Schenkeveld speelde zich in de volgende drie seizoenen met Heracles telkens veilig in de Eredivisie. Hij tekende in augustus 2015 vervolgens een contract tot 2018 bij PEC Zwolle, de nummer zes van Nederland in het voorgaande seizoen. Dat lijfde hem transfervrij in na het aflopen van zijn verbintenis bij Heracles. Na twee seizoenen in de Overijsselse hoofdstad vertrok hij transfervrij naar Melbourne City.

## Carrièrestatistieken
| Seizoen         | Club              | Competitie      | Competitie | Competitie | Beker | Beker | Internationaal | Internationaal | Overig | Overig | Totaal | Totaal |
| Seizoen         | Club              | Competitie      | Wed.       | Dlp.       | Wed.  | Dlp.  | Wed.           | Dlp.           | Wed.   | Dlp.   | Wed.   | Dlp.   |
| --------------- | ----------------- | --------------- | ---------- | ---------- | ----- | ----- | -------------- | -------------- | ------ | ------ | ------ | ------ |
| 2009/10         | Feyenoord         | Eredivisie      | 5          | 0          | 2     | 0     | 0              | 0              | 0      | 0      | 7      | 0      |
| 2010/11         | Feyenoord         | Eredivisie      | 0          | 0          | 0     | 0     | 0              | 0              | 0      | 0      | 0      | 0      |
| 2011/12         | Feyenoord         | Eredivisie      | 0          | 0          | 0     | 0     | 0              | 0              | 0      | 0      | 0      | 0      |
| 2011/12         | → SBV Excelsior   | Eredivisie      | 12         | 2          | 0     | 0     | 0              | 0              | 0      | 0      | 12     | 2      |
| 2012/13         | Heracles Almelo   | Eredivisie      | 12         | 0          | 1     | 0     | 0              | 0              | 0      | 0      | 13     | 0      |
| 2013/14         | Heracles Almelo   | Eredivisie      | 31         | 0          | 3     | 0     | 0              | 0              | 0      | 0      | 34     | 0      |
| 2014/15         | Heracles Almelo   | Eredivisie      | 18         | 0          | 0     | 0     | 0              | 0              | 0      | 0      | 18     | 0      |
| 2015/16         | PEC Zwolle        | Eredivisie      | 12         | 0          | 0     | 0     | 0              | 0              | 0      | 0      | 12     | 0      |
| 2016/17         | PEC Zwolle        | Eredivisie      | 20         | 1          | 2     | 0     | 0              | 0              | 0      | 0      | 22     | 1      |
| 2017/18         | Melbourne City FC | A-League        | 25         | 0          | 0     | 0     | 0              | 0              | 2      | 0      | 27     | 0      |
| 2018/19         | Melbourne City FC | A-League        | 24         | 1          | 3     | 0     | 0              | 0              | 1      | 0      | 28     | 1      |
| 2019/20         | Panathinaikos FC  | Super League    | 29         | 1          | 3     | 0     | 0              | 0              | 0      | 0      | 32     | 1      |
| 2020/21         | Panathinaikos FC  | Super League    | 27         | 1          | 2     | 0     | 0              | 0              | 0      | 0      | 29     | 1      |
| Carrière totaal | Carrière totaal   | Carrière totaal | 215        | 6          | 16    | 0     | 0              | 0              | 3      | 0      | 234    | 6      |

## Interlandcarrière
Nederland onder 19
Op 5 september 2009 debuteerde Schenkeveld voor Nederland –19 in een vriendschappelijke wedstrijd tegen Ierland –19 (1 – 1).
| Interlands van Bart Schenkeveld | Interlands van Bart Schenkeveld | Interlands van Bart Schenkeveld | Interlands van Bart Schenkeveld | Interlands van Bart Schenkeveld | Interlands van Bart Schenkeveld |
| №                               | Datum                           | Wedstrijd                       | Uitslag                         | Soort Wedstrijd                 | Doelpunten                      |
| Als speler bij Feyenoord        | Als speler bij Feyenoord        | Als speler bij Feyenoord        | Als speler bij Feyenoord        | Als speler bij Feyenoord        | Als speler bij Feyenoord        |
| ------------------------------- | ------------------------------- | ------------------------------- | ------------------------------- | ------------------------------- | ------------------------------- |
| 1.                              | 5 september 2009                | Ierland – Nederland             | 1 – 1                           | Vriendschappelijk               | 0                               |
| 2.                              | 9 oktober 2009                  | Nederland – Frankrijk           | 4 – 2                           | Vriendschappelijk               | 0                               |
| 3.                              | 12 november 2009                | Nederland – Malta               | 1 – 0                           | Kwalificatie EK 2010            | 0                               |
| 4.                              | 14 november 2009                | Nederland – Cyprus              | 5 – 1                           | Kwalificatie EK 2010            | 0                               |
| 5.                              | 17 november 2009                | Tsjechië – Nederland            | 0 – 1                           | Kwalificatie EK 2010            | 0                               |
| 6.                              | 2 maart 2010                    | Nederland – Engeland            | 1 – 1                           | Vriendschappelijk               | 0                               |
| 7.                              | 18 mei 2010                     | Nederland – Slowakije           | 0 – 0                           | Kwalificatie EK 2010            | 0                               |
| 8.                              | 20 mei 2010                     | Nederland – Polen               | 2 – 0                           | Kwalificatie EK 2010            | 0                               |
| 9.                              | 23 mei 2010                     | Duitsland – Nederland           | 0 – 3                           | Kwalificatie EK 2010            | 0                               |

Nederland onder 16
Op 16 november 2006 debuteerde Schenkeveld voor Nederland –16 in een vriendschappelijke wedstrijd tegen Oekraïne –16 (1 – 1).
| Interlands van Bart Schenkeveld | Interlands van Bart Schenkeveld | Interlands van Bart Schenkeveld | Interlands van Bart Schenkeveld | Interlands van Bart Schenkeveld | Interlands van Bart Schenkeveld |
| №                               | Datum                           | Wedstrijd                       | Uitslag                         | Soort Wedstrijd                 | Doelpunten                      |
| Als speler bij Feyenoord        | Als speler bij Feyenoord        | Als speler bij Feyenoord        | Als speler bij Feyenoord        | Als speler bij Feyenoord        | Als speler bij Feyenoord        |
| ------------------------------- | ------------------------------- | ------------------------------- | ------------------------------- | ------------------------------- | ------------------------------- |
| 1.                              | 16 november 2006                | Oekraïne – Nederland            | 1 – 1                           | Vriendschappelijk               | 0                               |

Nederland onder 15
Op 6 december 2005 debuteerde Schenkeveld voor Nederland –15 in een vriendschappelijke wedstrijd tegen Ierland –15 (3 – 1).
| Interlands van Bart Schenkeveld | Interlands van Bart Schenkeveld | Interlands van Bart Schenkeveld | Interlands van Bart Schenkeveld | Interlands van Bart Schenkeveld | Interlands van Bart Schenkeveld |
| №                               | Datum                           | Wedstrijd                       | Uitslag                         | Soort Wedstrijd                 | Doelpunten                      |
| Als speler bij Feyenoord        | Als speler bij Feyenoord        | Als speler bij Feyenoord        | Als speler bij Feyenoord        | Als speler bij Feyenoord        | Als speler bij Feyenoord        |
| ------------------------------- | ------------------------------- | ------------------------------- | ------------------------------- | ------------------------------- | ------------------------------- |
| 1.                              | 6 december 2005                 | Nederland – Ierland             | 3 – 1                           | Vriendschappelijk               | 0                               |
| 2.                              | 8 december 2005                 | Nederland – Ierland             | 1 – 0                           | Vriendschappelijk               | 0                               |
| 3.                              | 26 april 2006                   | Roemenië – Nederland            | 1 – 1                           | Vriendschappelijk               | 0                               |